# 楊哲安
楊哲安（英語：Jeremy Young Chit-on，1976年3月26日—），香港建制派政黨自由黨籍政治人物，現任香港中西區區議會委任區議員，曾經是山頂選區議員，也是該屆中西區區議會唯一的建制派區議員。楊曾任香港教育局政治助理。楊哲安於2007年11月3日結婚，妻子是無綫電視前藝員張新悅，二人育有四女。其父楊孝華曾任香港立法會議員，兄長楊哲寧於中環安蘭街樓上舖經營皮鞋零售。

## 簡歷
楊哲安是香港名校聖保羅男女小學的畢業生，曾到北京和英國拉格比公學接受教育。中學畢業後以5A佳績考入牛津大學。先後取得英國牛津大學文學學士，以及倫敦政治經濟學院理學碩士。返港後，楊哲安任職物流公司的高級經理。
楊哲安於2003年加入香港自由黨，並於2006年出任該黨港島區交通事務關注組成員，以及青年及婦女事務關注組成員。
楊哲安為前立法會議員兼前國泰航空公司高層楊孝華之子。在2005年，傳媒曾經發現楊哲安借用父親的私家車，在香港立法會泊車，楊哲安受到質疑。后來澄清車輛是他和父親共同擁有，家人也住在一起所導致的誤會。
楊哲安於2008年9日1日起任教育局政治助理。其直屬上司是局長孫明揚和副局長陳維安。楊曾擁有居英權，也表明不會因為擔任政治助理而放棄，數年后因個人理由放棄了居英權。其任期於2012年6月30日結束，之後成為羅盛（香港）顧問公司的香港執行總監。他的女兒是聖士提反女子中學附屬幼稚園的學生，代表家長身份支持學校質詢應否申請轉為直資學校。表明既然兒女在校接受教育，就應該相信學校管和教育理念，與此同時期望香港的基本教育可以透過直資制度達至更多元化。
楊代表自由黨在2015年香港區議會選舉中，出選南區區議會薄扶林選區，取票過3成但最終敗於連任的司馬文。
2017年11月，楊哲安於中西區區議會山頂選區補選中當選為區議員。
2018年1月，妻子楊張新悅於社交媒體表示懷有第四胎，改編自己2001年成名作《一不小心》歌詞，並找來楊哲安及三名子女齊齊演出。
2019年區議會選舉中，楊哲安以2,422票當選山頂選區區議員，因中西區區議會內的其他建制派候選人均敗選，使楊成為建制派於中西區的唯一當選人。